# 2007년 5월
| 2007년: 1월 · 2월 · 3월 · 4월 · 5월 · 6월 · 7월 · 8월 · 9월 · 10월 · 11월 · 12월 |

| <          | 2007년 5월 | 2007년 5월  | 2007년 5월 | 2007년 5월  | 2007년 5월 | >          |
| 일         | 월         | 화          | 수         | 목          | 금         | 토         |
|            |            | 1 3.15 을미 | 2 16 병신  | 3 17 정유   | 4 18 무술  | 5 19 기해  |
| 6 20 경자  | 7 21 신축  | 8 22 임인   | 9 23 계묘  | 10 24 갑진  | 11 25 을사 | 12 26 병오 |
| 13 27 정미 | 14 28 무신 | 15 29 기유  | 16 30 경술 | 17 4.1 신해 | 18 2 임자  | 19 3 계축  |
| 20 4 갑인  | 21 5 을묘  | 22 6 병진   | 23 7 정사  | 24 8 무오   | 25 9 기미  | 26 10 경신 |
| 27 11 신유 | 28 12 임술 | 29 13 계해  | 30 14 갑자 | 31 15 을축  |            |            |

| - 5월 17일 - 권정생 - 5월 25일 - 피천득 - 5월 27일 - ZARD(사카이 이즈미) 편집하기 |

## 2007년5월 28일
- 영화배우 전도연이 칸 영화제에서, 영화 "밀양"에서의 연기로 여우주연상을 수상했다.

## 2007년5월 27일
- 일본의 인기 그룹 ZARD(자드)의 보컬 사카이 이즈미(坂井泉水;본명 카마치 사치코 蒲池幸子)가 27일 오후 3시 10분 뇌좌상으로 사망했다.

## 2007년5월 25일
- 조선민주주의인민공화국이 단거리 미사일을 동해로 발사했다.
- 현대중공업이 한국형 이지스함 1번함인 세종대왕함을 진수하였다.
- 수필가 피천득 서울대 명예교수가 폐렴이 악화되어 사망했다.

## 2007년5월 24일
- UEFA 챔피언스리그에서 AC밀란이 리버풀 FC를 2:1로 꺾고 우승했다.
- 대한민국과 미국이 동시에 한미 FTA 협정문을 공개했다.

## 2007년5월 21일
- 대한민국의 유시민 보건복지부 장관이 사의를 표명하자 노무현 대통령이 사의를 수용했다.
- 영국의 유명 범선인 커티 삭호가 화재로 크게 파손되었다.

## 2007년5월 20일
- '일본군 위안부 문제해결을 위한 제8차 아시아연대회의'가 서울에서 개막되었다.

## 2007년5월 19일
- 자이툰 부대의 오 아무개 중위가 총상으로 숨진 채 발견되었다.

## 2007년5월 17일
- 경의선과 동해선의 운행이 끊긴 지 각각 56년과 57년 만에 휴전선을 넘어 시험 운행되었다.

## 2007년5월 15일
- 외화벌이를 위해 나간 한국인 선원들이 타고 있는 마부노호가 해적들에게 피랍되다. 정부는 아직까지 무관심으로 일관중.

## 2007년5월 14일
- 일본의 헌법개정 절차를 담은 국민투표법이 참의원을 통과하여 확정되었다.

## 2007년5월 12일
- 오전 9시 10분쯤 수도권 전철 1호선 영등포역에서 인천 방향 급행열차 선로에 서 있던 전동차를 뒤에서 오던 기관차가 들이받아 승객 4명이 다쳤다.
- 일본 정부는 국제수로기구 총회 의장이 '동해' 표기 문제에 대해 '일본해' 단독표기 부분이 제외된 해도집을 발간하자고 제안한 것에 대해 반대 의사를 분명히 했다.

## 2007년5월 11일
- 한화그룹 김승연 회장이 영장실질심사에서 자신이 직접 S클럽 종업원들을 폭행했다고 시인했다. 그러나 조직폭력배 동원과 쇠파이프 등 흉기를 사용한 폭행 혐의에 대해서는 부인했다.

## 2007년5월 9일
- 5월 3일 납치된 대우건설 임직원 3명 등이 석방되었다.
- 박근혜 한나라당 대선 예비후보는 강재섭 대표가 제안한 경선규칙 중재안을 거부했다.

## 2007년5월 7일
- 열린우리당 탈당 그룹인 통합신당모임이 주도하는 '중도개혁통합신당'이 오늘 공식 출범했다.

## 2007년5월 6일
- 한명숙 전 대한민국 국무총리가 제 17대 대통령 선거에 출마한다고 선언했다.

## 2007년5월 3일
- 나이지리아에서 대우건설 임직원 3명을 포함한 12명이 무장단체에 의해 피랍되었다.

## 2007년5월 2일
- 대한민국 친일반민족행위자재산조사위원회는 전원위원회를 열고 위원 9명 전원 찬성으로 친일반민족행위자 이완용 송병준 등 9명과 그 후손이 일본 제국주의에 협력한 대가로 취득한 재산에 대해 처음으로 국가귀속 결정을 내렸다고 밝혔다.
- 한국은행은 2009년 상반기에 5만 원권과 10만 원, 두 종류의 고액권을 발행할 계획이라고 밝혔다

## 2007년5월 1일
- 튀르키예 헌법재판소가 4월 27일 실시된 대통령 선거 1차투표가 무효라는 판결을 내렸다.